# 奇勒谷地哈特
奇勒谷地哈特是奥地利蒂罗尔州施瓦茨县的一个市镇。总面积35.54平方公里，总人口1385人，人口密度39.0人/平方公里（2005年）。